# Gagrella aenescens
Gagrella aenescens is een hooiwagen uit de familie Sclerosomatidae.